# Episodi di C'è sempre il sole a Philadelphia (nona stagione)
La nona stagione della serie televisiva C'è sempre il sole a Philadelphia è stata trasmessa negli Stati Uniti dal 4 settembre al 6 novembre 2013 su FXX.
In Italia, la stagione è stata trasmessa sul canale satellitare Fox Comedy dal 2 febbraio al 2 marzo 2015.
| nº | Titolo originale                           | Titolo italiano                        | Prima TV USA      | Prima TV Italia  |
| -- | ------------------------------------------ | -------------------------------------- | ----------------- | ---------------- |
| 1  | The Gang Broke Dee                         | Sweet Dee, una star                    | 4 settembre 2013  | 2 febbraio 2015  |
| 2  | Gun Fever Too: Still Hot                   | Una vera passione per le armi          | 11 settembre 2013 | 2 febbraio 2015  |
| 3  | The Gang Tries Desperately to Win an Award | Il bar migliore                        | 18 settembre 2013 | 9 febbraio 2015  |
| 4  | Mac and Dennis Buy a Timeshare             | La multiproprietà                      | 25 settembre 2013 | 9 febbraio 2015  |
| 5  | Mac Day                                    | Il giorno di Mac                       | 2 ottobre 2013    | 16 febbraio 2015 |
| 6  | The Gang Saves the Day                     | La rapina                              | 9 ottobre 2013    | 16 febbraio 2015 |
| 7  | The Gang Gets Quarantined                  | La cricca va in quarantena             | 16 ottobre 2013   | 23 febbraio 2015 |
| 8  | Flowers for Charlie                        | Quel genio di Charlie                  | 23 ottobre 2013   | 23 febbraio 2015 |
| 9  | The Gang Makes Lethal Weapon 6             | Arma letale, ma non troppo             | 30 ottobre 2013   | 2 marzo 2015     |
| 10 | The Gang Squashes Their Beefs              | Tutti insieme non... appassionatamente | 6 novembre 2013   | 2 marzo 2015     |